# Mosteiro do Apóstolo Eliseu
O Mosteiro do apóstolo Eliseu (em armênio/arménio:  Եղիշե առաքյալի վանք, transl. Yeghishe Arakyali Vank) é um complexo monástico apostólico armênio na província de Martacerta da República de Artsaque ao norte da aldeia de Tonashen, perto da linha de contato armênio-azerbaijano, na encosta arborizada do monte Mrav. Foi fundado no século V.

## História

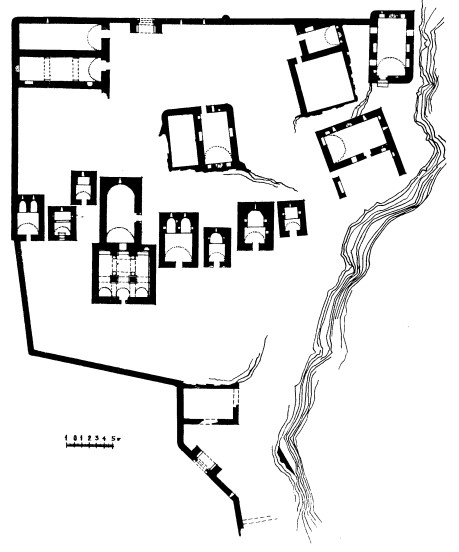
Planta do complexo monástico

No período pré-cristão, funcionava um santuário pagão no local do complexo do mosteiro, que levava os nomes de Mihr Nersehea ou Nersmeha.
O mosteiro do apóstolo Eliseu foi fundado no século V por Vachagã III, o rei do estado armênio do leste. Os túmulos de Vachagã III, o piedoso, e do melique de Jaraberde do século XVIII, Adão, estão localizados no território do mosteiro.
De acordo com o historiador medieval Moisés de Dascurã, o complexo monástico foi nomeado "Mosteiro de Eliseu, o Apóstolo", quando as relíquias de uma das importantes figuras cristãs, Eliseu, um discípulo do apóstolo Tadeu, foram transferidas para lá do Mosteiro Horeka. O mosteiro também recebeu o nome de "Jrvshtik" (em armênio/arménio:  Ջրվշտիկ) devido à cachoeira de mesmo nome na ravina profunda do lado sul.

## Galeria

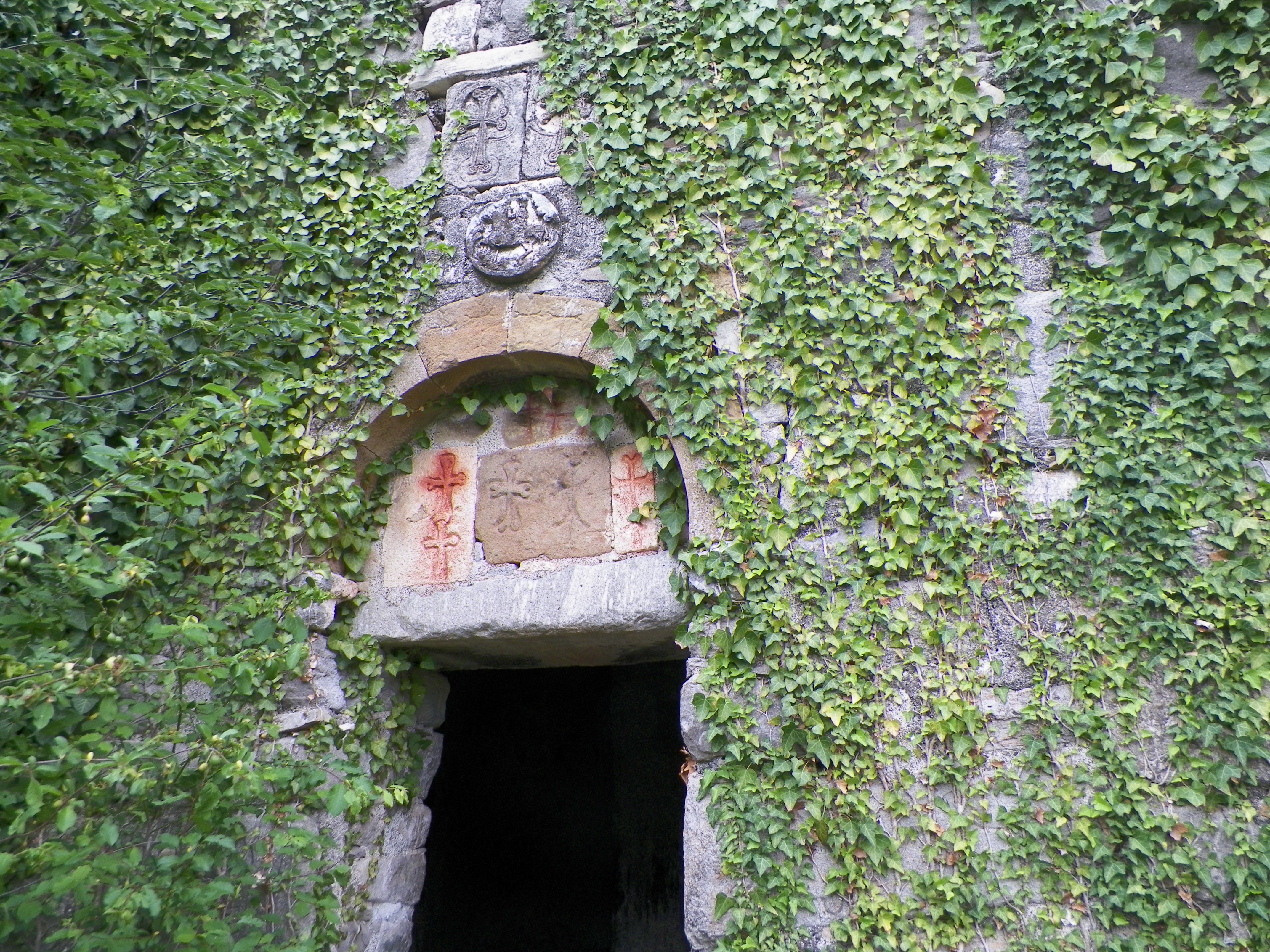
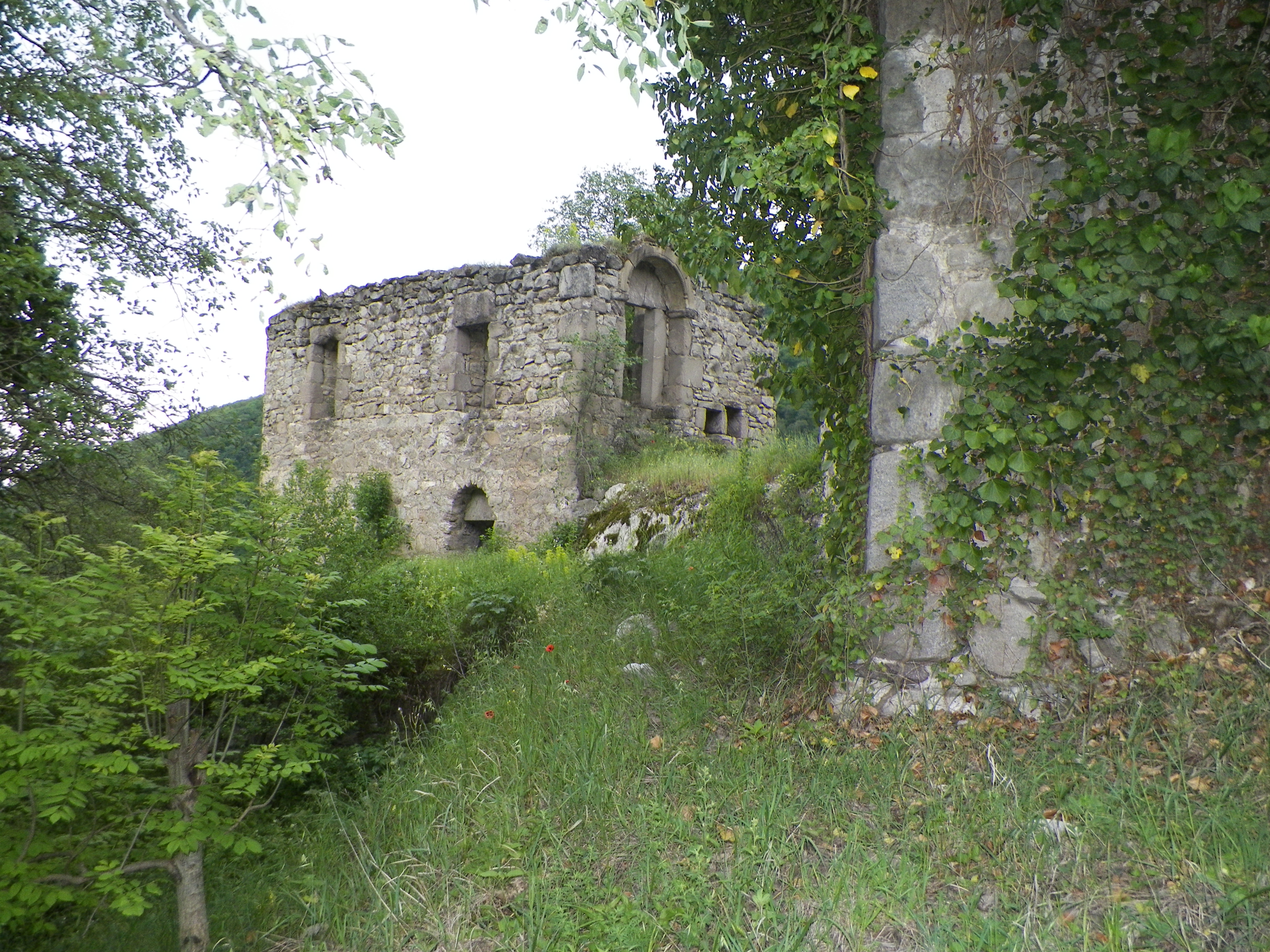
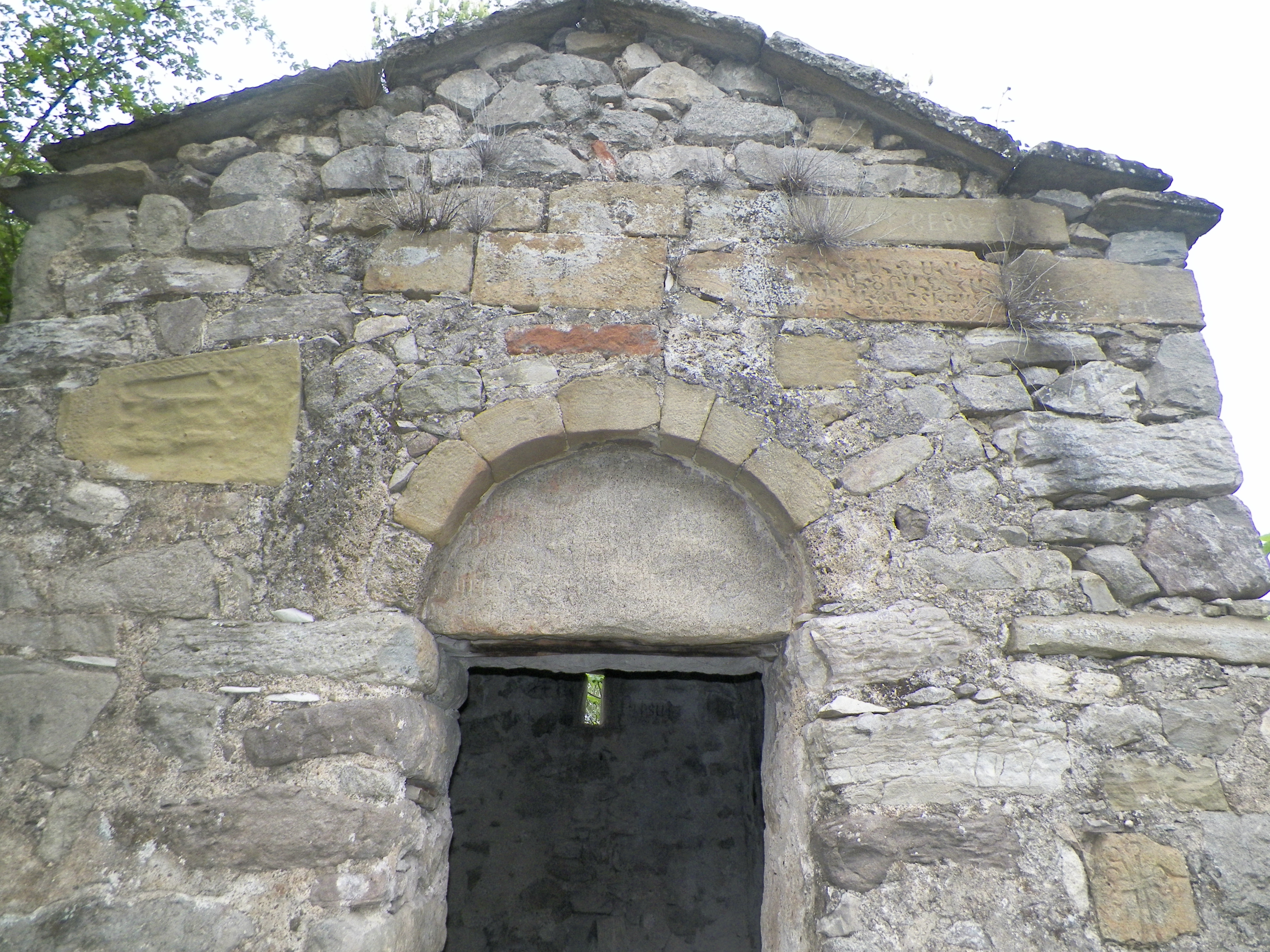
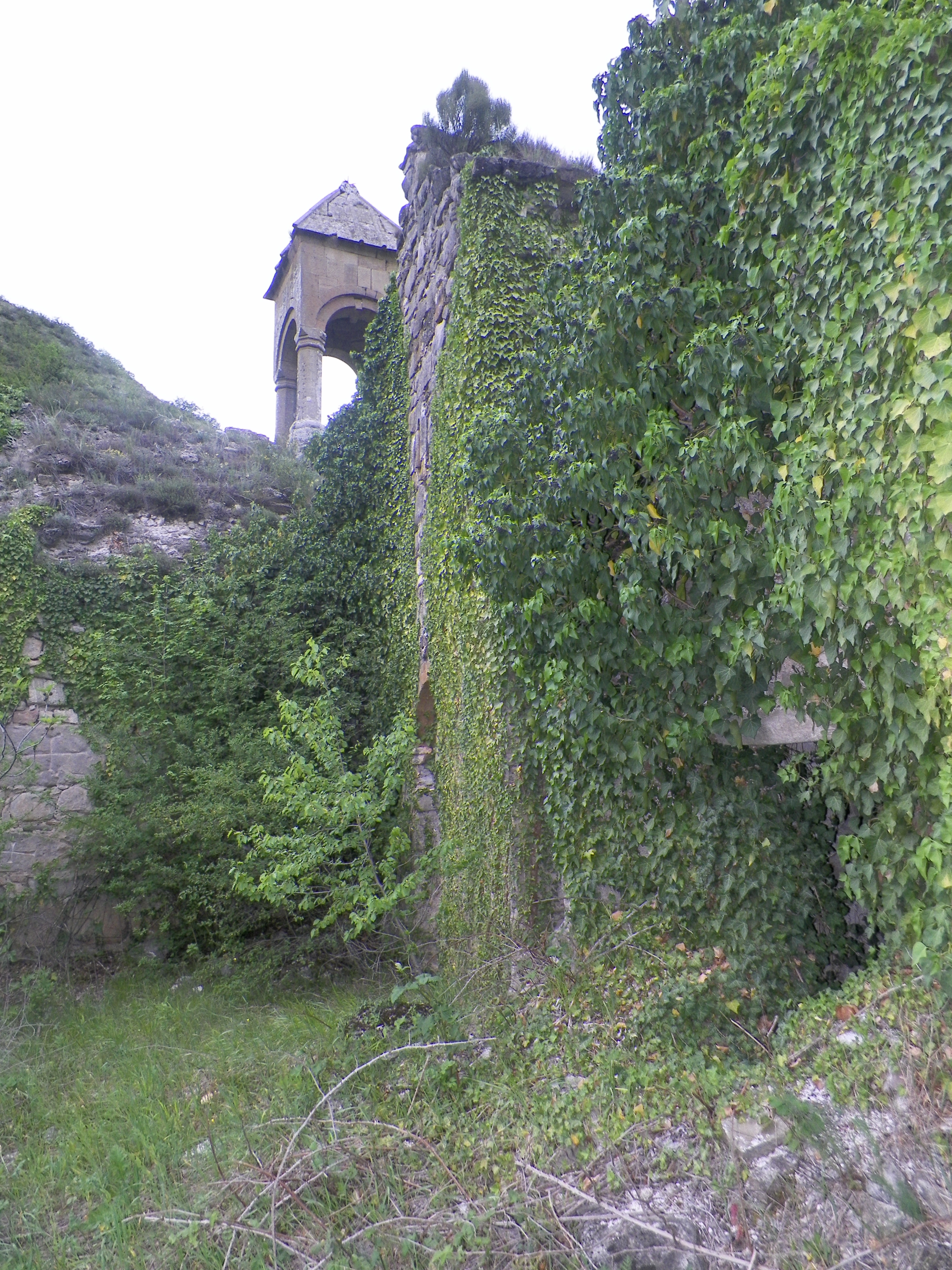
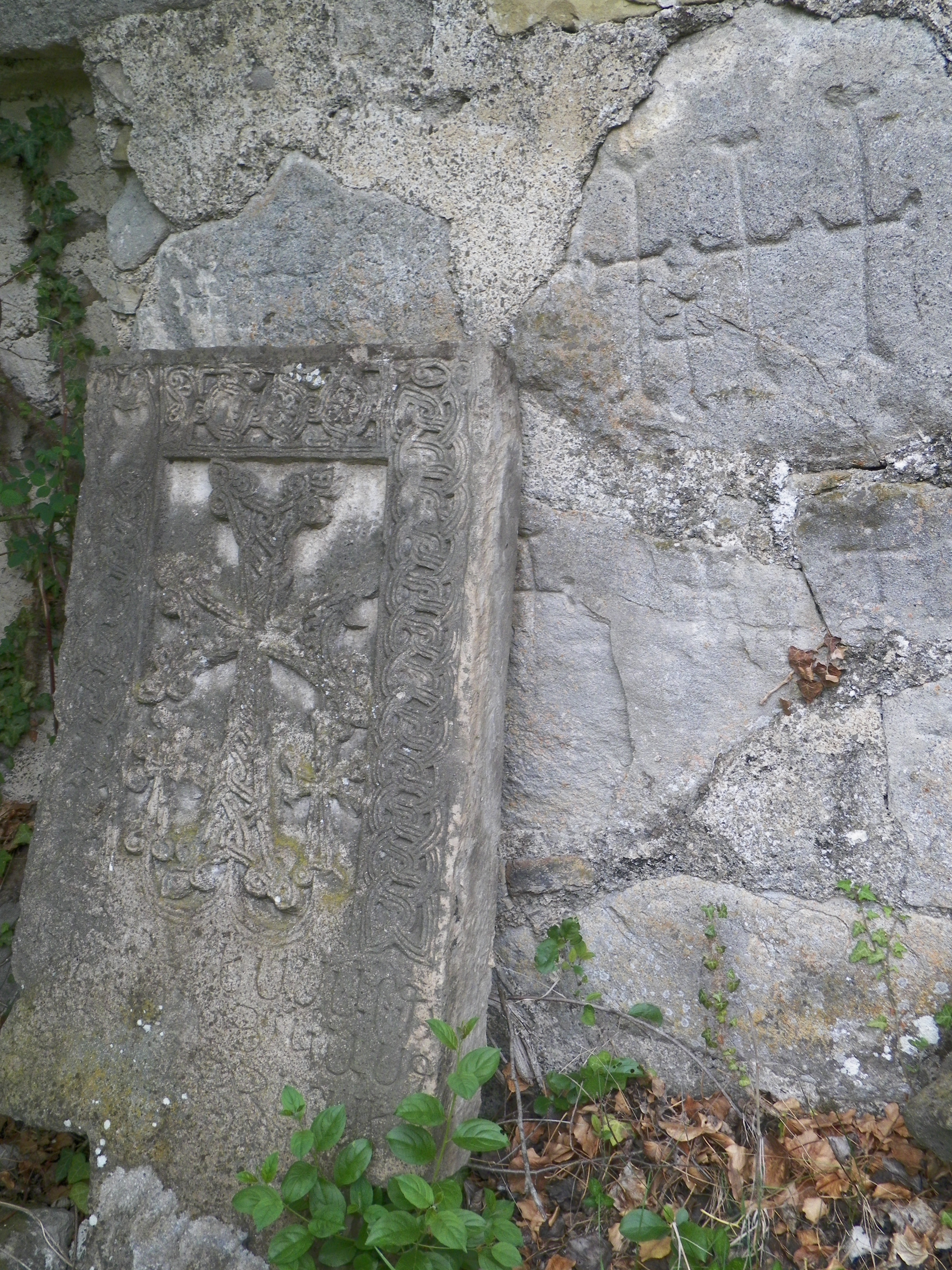
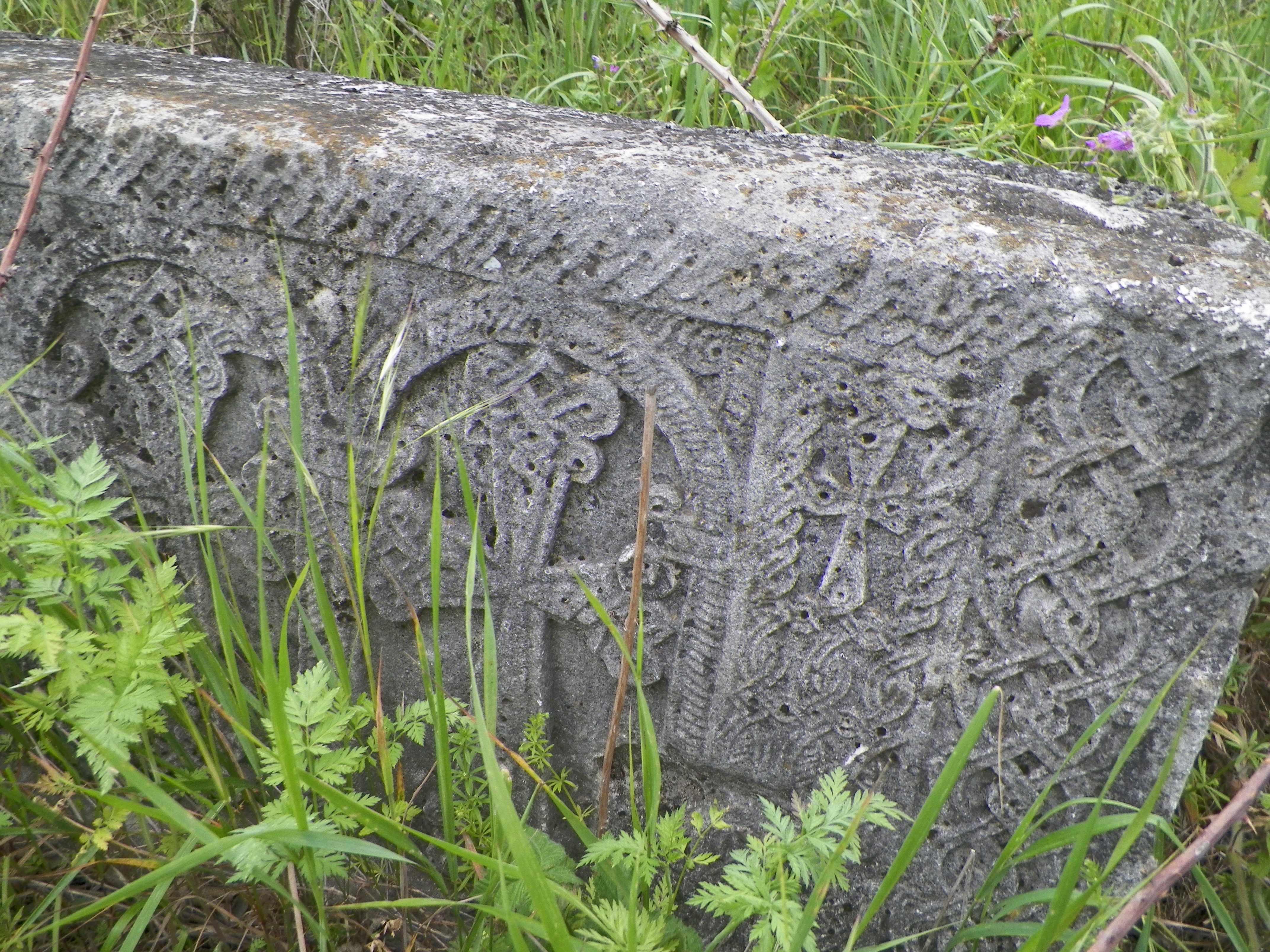
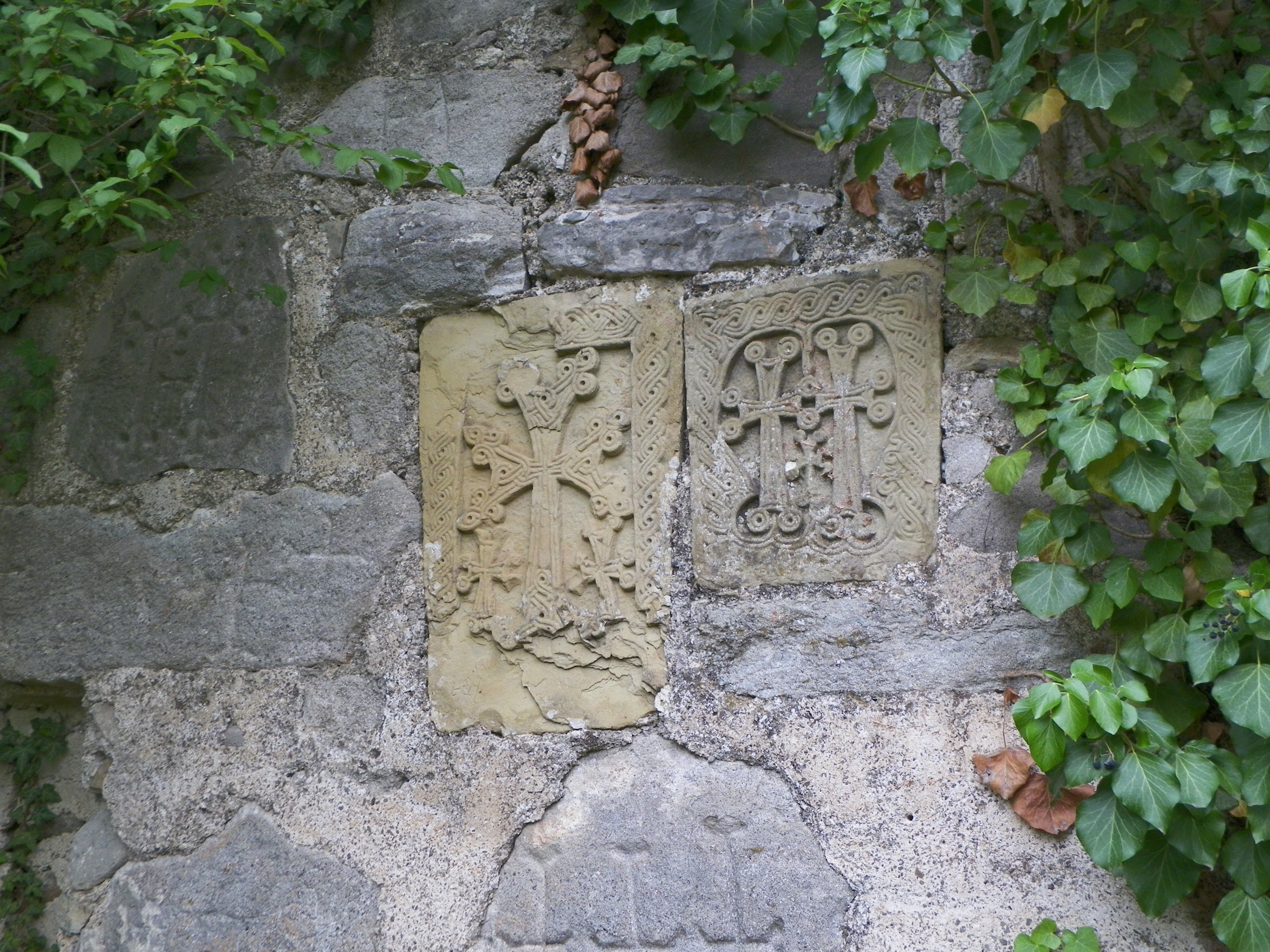
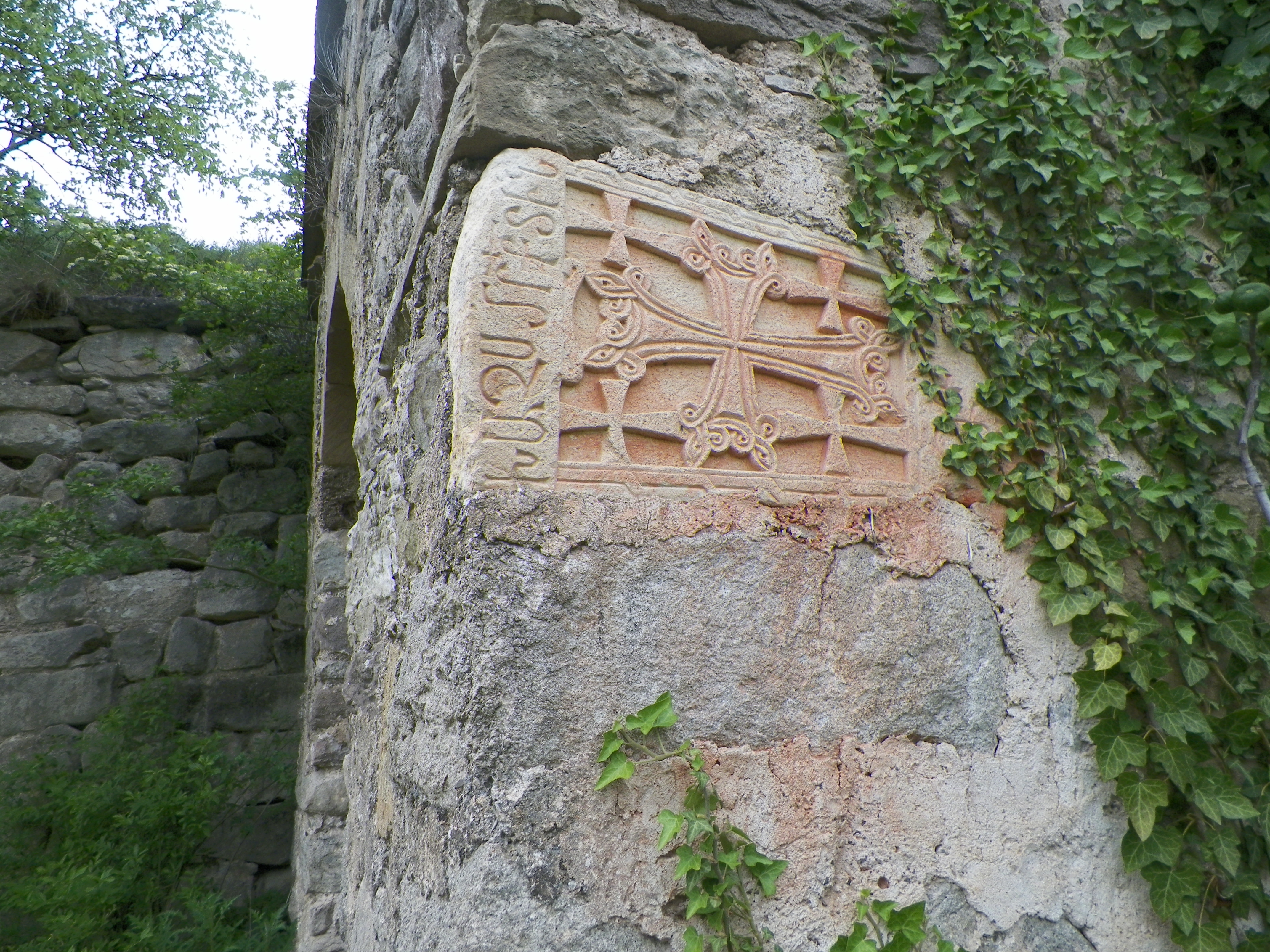
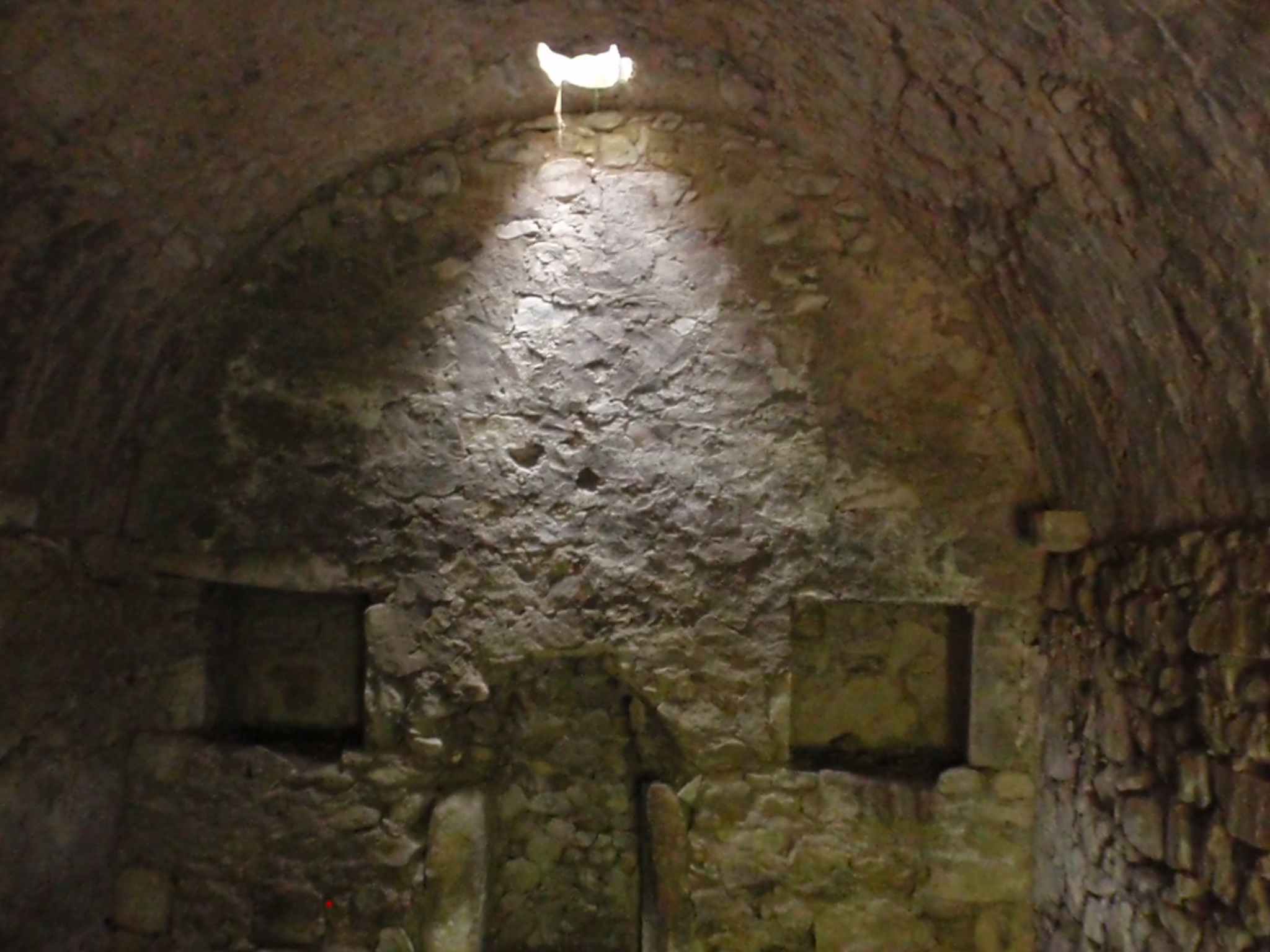
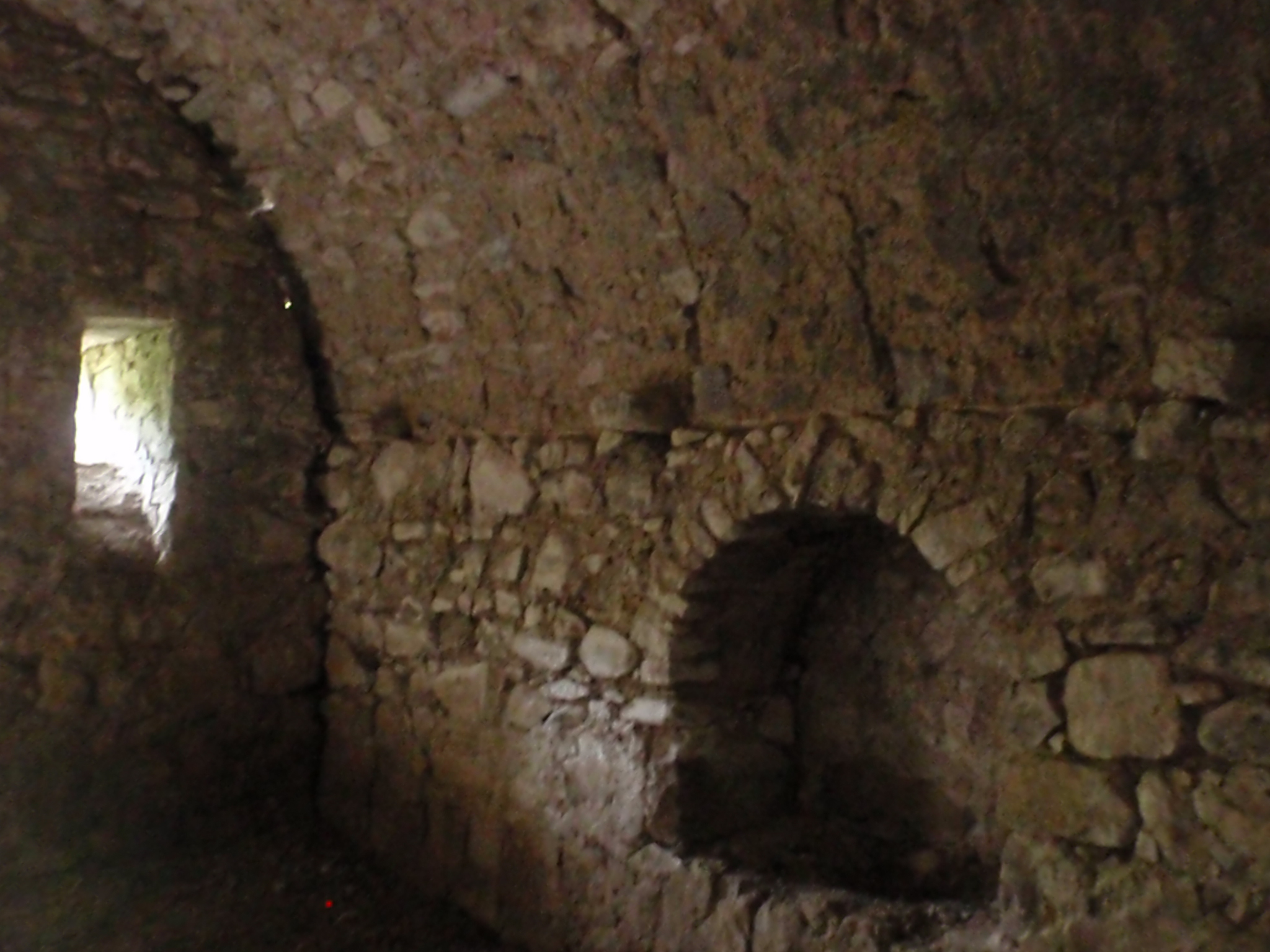